# Cylindracheta
Cylindracheta is een geslacht van rechtvleugeligen uit de familie Cylindrachetidae. De wetenschappelijke naam van dit geslacht is voor het eerst geldig gepubliceerd in 1906 door Kirby.

## Soorten
Het geslacht Cylindracheta  is monotypisch en omvat slechts de volgende soort:
- Cylindracheta campbellii (Gray, 1837)